# 東雲住宅
東雲住宅（しののめじゅうたく）は、東京都江東区東雲にある36階建ての超高層マンション型公務員宿舎。

## 解説
再開発事業である東雲キャナルコートの街区にPFI事業方式で建設され、2011年1月に竣工した。事業費総額は約141億6000万円。隣接して総額約120億円を投じた東雲合同庁舎も建設され、2013年8月から供用を開始している。
民主党政権下の2009年11月27日に行われた行政刷新会議の事業仕分けで、公務員宿舎の建設は原則、凍結することになり、全国で25件がストップした。すでに本体の工事が進んでいたことから「事業継続やむなし」と判断されたものが首都圏には7つあり、東雲住宅はその一つだった。なお、この東雲住宅の建設計画については、週刊誌や民放テレビの番組で数多く取り上げられた。

## 東日本大震災の避難者受け入れ
入居開始直前に発生した東北地方太平洋沖地震およびそれに伴う福島第一原子力発電所事故（東日本大震災）により、東京都が財務省から無償使用許可を受け、みなし仮設として避難者の受け入れを開始した。都内最大の避難者受け入れ先で、ほかに国家公務員も入居した。
避難者の退去期限は当初2015年までとされたが、その後2017年までに延長され、さらに国家公務員と同額の家賃を払う賃貸契約を結ぶことを条件に2019年3月に再延長された。当初約360戸を数えた避難者は、退去期限直前の2018年11月時点で約80世帯に減少していたが、退去期限を過ぎても60戸が退去せずに居残った。2019年9月、福島県議会は国家公務員宿舎から退去しない者のうち、家賃を払っていない自主避難者を提訴する議案などを可決した。
2020年3月、福島県は東雲住宅4戸などの住民に対し、住宅の明け渡しと家賃などの支払いを求める訴訟を福島地方裁判所に起こした。2023年1月13日、福島地方裁判所は、なお居住を続ける1世帯に退去を命じるとともに、2世帯に損害賠償を命令した。
2023年1月から2024年4月までの間、判決確定もしくは判決確定前の強制執行を可能とする仮執行宣言がついた入居者計4件について、強制執行による退去が行われた。

## アクセス
- 東京臨海高速鉄道りんかい線 東雲駅から徒歩10分（約730 m）
- 東京メトロ有楽町線 辰巳駅から徒歩11分（約900 m）
- ゆりかもめ東京臨海新交通臨海線・東京メトロ有楽町線 豊洲駅から徒歩12分（約980 m）